# Ōkina Ai de Motenashite
Singles de Cute
Soku Dakishimete
(2006) Wakkyanai (Z)
(2006)
 Ōkina Ai de Motenashite  (大きな愛でもてなして) ("Entraine moi dans un grand amour") est le 3e single (indépendant) du groupe de J-pop Cute, sorti le 9 juillet 2006 au Japon sur un label indépendant lié à Up-Front Works, écrit et produit par Tsunku.
Le single est édité en quantité limitée, et ne contient qu'un titre (et sa version instrumentale), qui sert de deuxième thème de fin à la série anime Kilari (Kirarin Revolution) (épisodes 18 à 26), et qui figurera sur le 1er album du groupe, Cutie Queen Vol.1.

## Membres
- Maimi Yajima
- Erika Umeda
- Saki Nakajima
- Airi Suzuki
- Chisato Okai
- Mai Hagiwara
- Megumi Murakami
- Kanna Arihara

## Titres
1. Ōkina Ai de Motenashite (大きな愛でもてなして?)
2. Ōkina Ai de Motenashite (instrumental) (大きな愛でもてなして (instrumental)?)